# Hilfeleistungslöschgruppenfahrzeug
Hilfeleistungslöschgruppenfahrzeug (kurz: HLF) ist die Bezeichnung für einen Typ deutscher Feuerwehrfahrzeuge verschiedener Größenordnung. Dieser Fahrzeugtyp ist äußerlich fast identisch mit dem Löschgruppenfahrzeug und wie dieses für eine Gruppe als Besatzung ausgelegt. Wesentlicher Unterschied zum Löschgruppenfahrzeug ist die umfangreiche Ausrüstung für die Technische Hilfeleistung.
In Berlin werden entsprechende Fahrzeuge teilweise auch als Lösch-Hilfeleistungsfahrzeug bzw. Lösch-Hilfeleistungs-Fahrzeug (kurz: LHF) bezeichnet. Als Kombination von HLF und Tanklöschfahrzeug wurde in Hessen teilweise das nicht DIN-genormte Hilfeleistungstanklöschfahrzeug eingesetzt. In Hamburg wird die Bezeichnung HLF für die sogenannten „Hamburger Löschfahrzeuge“ verwendet. Diese ähneln der Norm der klassischen HLF sehr. In München wird die Bezeichnung HLF für "Hilfeleistungslöschfahrzeug" verwendet, da sich auf diesen Fahrzeugen keine Gruppe, sondern eine Staffel befindet.

## Aufgabenbereiche
Hilfeleistungslöschgruppenfahrzeuge sind die vielfältigsten Fahrzeuge im deutschen Feuerwehrwesen. Sie haben sich aus den Löschgruppenfahrzeugen entwickelt, als die Feuerwehren erkannten, dass sich ihr Einsatzspektrum von der Brandbekämpfung zunehmend zur technischen Hilfeleistung verschiebt und deshalb ihre Löschgruppenfahrzeuge mit zusätzlicher Beladung zur Unfallhilfe ausrüsteten. Bereits vor ihrer Normung waren die HLF somit die vielfältigsten Geräte der Feuerwehr, die für alle denkbaren Einsatzsituationen wie Verkehrsunfälle, Gefahrguteinsätze und natürlich herkömmliche Brandeinsätze Verwendung fanden.

## Geschichte
Das Hilfeleistungslöschgruppenfahrzeug ist eine vergleichsweise junge Fahrzeuggattung der deutschen Feuerwehren, für die erst seit Anfang des 21. Jahrhunderts DIN-Normen existieren. Zuvor verwendeten viele Feuerwehren eigene Konstruktionen, die sich außerhalb der gängigen Normen für Tanklöschfahrzeuge, Tragkraftspritzenfahrzeuge und Löschgruppenfahrzeuge bewegten, oder mussten auch für kleinere Einsätze Rüstwagen mitführen. Oft wurden solche Eigenkonstruktionen dann Hilfeleistungslöschfahrzeug (HLF) genannt. In den Jahren 1968/69 entwickelte der Hersteller Magirus-Deutz zusammen mit der Feuerwehr Frankfurt am Main als Synthese aus dem Löschgruppenfahrzeug LF 16 und dem Rüstwagen RW 1 den Urtyp für das HLF auf Basis des Frontlenker-Fahrgestells 170D11. Die ersten zwei Exemplare wurden 1969 ausgeliefert.
Die erste Norm war die für ein HLF 20/16 (heute HLF 20) vom November 2004 sollte einen Kompromiss zwischen der alten Norm des LF 16/12 und den nicht genormten Sonderkonstruktionen darstellen. Dementsprechend wurde 2007 dann auch das HLF 10/6 (heute HLF 10) geschaffen, das sich an die ehemalige Norm für das LF 8/6 mit Zusatzbeladung für technische Hilfeleistung anlehnt. Bei den Kurzbezeichnungen steht die erste Zahl für die Nennfördermenge der Feuerlöschpumpe in 100 Liter pro Minute bei 10 bar Förderdruck; die Zahl hinter dem Schrägstrich zeigte in den vormaligen Namen das (Mindest-)Volumen des Wassertanks in 100 Liter gemäß Norm an. Praktisch gab es in der Folge auch Fahrzeuge mit größerem Wassertank (z. B. HLF 20/20 mit 2000 Liter Wasserbehälter), die aber dennoch unter den jeweiligen, unten aufgeführten Typen subsumiert werden. Mit den neuen Typenkürzeln ist dieser Umstand hinfällig geworden.

## Typen

### Hilfeleistungslöschgruppenfahrzeug 10
Das Hilfeleistungslöschgruppenfahrzeug 10 (kurz: HLF 10) ist die kleinere Ausführung dieser Fahrzeuggattung, hieß früher (seit 2007) HLF 10/6 und war bis 2012 zusammen mit dem damaligen LF 10/6 in DIN 14530 Teil 5 genormt. Jetzt ist es in DIN 14530 Teil 26 genormt. Seine Ausrüstung gemäß neuer Norm umfasst einen Wassertank von 1000 Litern Inhalt sowie einen Vorrat von 120 Liter Schaummittel. Im Fahrzeugheck befindet sich eine Feuerlöschkreiselpumpe mit einer Förderleistung von 1.000 Liter Wasser in der Minute bei einem Ausgangsdruck von 10 bar. Es ist mit dem Löschgruppenfahrzeug 10 stark verwandt, verfügt aber zum Beispiel nicht zwingend über einen Druckbelüfter und Schornstein-Werkzeugkasten. Es sind aber nach aktueller Norm durchaus eine vierteilige Steckleiter (oder alternativ zwei Multifunktionsleitern), vier Pressluftatmer, ein Atemschutzüberwachungssystem, zwei Fluchthauben, ein Stromerzeuger, Beleuchtungsgeräte, Verkehrsunfallkasten, Grobreinigungsmodul, eine Tauchpumpe TP 4/1, Säbelsäge sowie eine Motorsäge auf dem HLF 10 verlastet. Hinzu kommt allerdings noch eine weitere, umfangreiche Ausrüstung zur technischen Hilfeleistung, zu der unter anderem ein hydraulischer Rettungssatz mit Rettungsspreizer (mindestens in Ausführung „BS“), Rettungsschere (mindestens in Ausführung „BC“) und Zubehör gehören.
In Bayern darf das LF/HLF 10 in der Allradversion eine zulässige Gesamtmasse von 13 Tonnen aufweisen.
Hilfeleistungslöschgruppenfahrzeug 10/10
In Rheinland-Pfalz wurde von den Feuerwehr-Unfallkassen die Vorgabe erlassen, dass eine Feuerwehr nur noch dann ohne stabile Wasserversorgung einen Innenangriff durchführen darf, wenn sie mindestens 1.000 Liter Wasser an der Einsatzstelle zur Verfügung hat. Aufgrund dieser Vorgabe wurde mit der technischen Weisung Nr. 10 das Hilfeleistungslöschgruppenfahrzeug 10/10 (kurz: HLF 10/10) geschaffen, das dem HLF 10 entspricht, jedoch eine Mindesttankgröße von 1.000 Litern hat. Mit der neuen DIN-Norm für das HLF 10 erübrigt sich diese Vorgabe für die Hilfeleistungslöschgruppenfahrzeuge.

### Hilfeleistungslöschgruppenfahrzeug 20
Das Hilfeleistungslöschgruppenfahrzeug 20 (kurz: HLF 20) ist die größere Ausführung dieses Fahrzeugtyps und geht entsprechend über die Beladung des HLF 10 hinaus. Es war seit 2004 als HLF 20/16 gemeinsam mit dem damaligen LF 20/16 in der DIN 14530 Teil 11 genormt. Die momentane – leicht veränderte – Norm lautet DIN 14530 Teil 27. Es verfügt über einen mindestens 1.600 Liter fassenden Löschwassertank, 120 Liter Schaummittelvorrat und 12 kg Löschpulver. Seine Feuerlöschkreiselpumpe kann pro Minute 2.000 Liter Wasser bei einem Ausgangsdruck von 10 bar fördern. Gegenüber dem Löschgruppenfahrzeug 20 verfügt es oft über einen kleineren Wassertank, jedoch dafür über eine umfangreichere Beladung zur Technischen Hilfeleistung. Zu letzterer gehören nach aktuellem Stand unter anderem ein hydraulischer Rettungssatz (mit Rettungsspreizer mindestens in Ausführung „BS“, Rettungsschere mindestens in Ausführung „BC“ und Satz Rettungszylinder), Zubehörmaterial, ein Verkehrsunfallkasten sowie grundsätzlich ein pneumatischer Hebesatz.
Es umfasst eine nahezu identische Ausstattung für die Brandbekämpfung wie das Löschgruppenfahrzeug 20: Hierzu zählen neben den wasserführenden Armaturen, zwei Fluchthauben, eine vierteilige Steckleiter (oder alternativ zwei Multifunktionsleitern), eine dreiteilige Schiebleiter und ein Sprungrettungsgerät. Ebenso müssen vier Pressluftatmer, ein Atemschutzüberwachungssystem, zwei Schachtabdeckungen, vier leichte Chemikalienschutzanzüge, eine Strom- und Beleuchtungsausrüstung, Tauchpumpe TP 4/1, Motorsäge und Säbelsäge verlastet werden. Auch im HLF 20 müssen, im Gegensatz zu den Löschgruppenfahrzeugen LF 10 und LF 20, weder Drucklüfter noch Schornstein-Werkzeugkasten mitgeführt werden.
Darüber hinaus kann das HLF 20 allerdings mit einer maschinelle Zugeinrichtung, einer Zusatzbeladung zur Bekämpfung von Wasserschadenslagen, Absturzsicherung oder für Gefahrstoffeinsätze, selten auch mit einer Tragkraftspritze versehen werden. Das Fahrzeug kann über einen Allradantrieb verfügen und hat eine zulässige Gesamtmasse von 16 Tonnen.

### Hilfeleistungslöschfahrzeug 24/14-Schiene
Das HLF 24/14-S ist ein nicht genormtes Löschgruppenfahrzeug/Spezialfahrzeug, welches vor allem bei Berufsfeuerwehren anzutreffen ist und besonders für Schienenverkehrsunglücke ausgerüstet ist. Zu diesem Zweck kann es auch auf Schienen fahren. Es hat in der Regel einen mehr als 1.400 Liter großen Wassertank und eignet sich neben der normalen Brandbekämpfung auch für die Brandbekämpfung in Tunnelanlagen sowie die technische Unfallhilfe auf der Schiene.